# Jacqueline Nearne
Jacqueline Nearne (1916-1982) fut, pendant la Seconde Guerre mondiale un agent secret britannique du Special Operations Executive. En tant que courrier du réseau STATIONER de Maurice Southgate, elle mena des actions de Résistance en France pendant quinze mois.

## Identités
- État civil : Jacqueline Françoise Mary Josephine Nearne
- Comme agent du SOE, section F :
  - Nom de guerre (field name) : « Jacqueline »
  - Nom de code opérationnel : DESIGNER (en français CONCEPTEUR)
  - Fausses identités : Josette Norville ; Françoise Desjardins
  - Surnom : Jackie Red Socks (Jackie les Chaussettes rouges)[Note 1]

Pour accéder à des photographies de Jacqueline Nearne, se reporter paragraphe Sources et liens externes en fin d'article.

## Famille
- Son père : John Nearne, Britannique.
- Sa mère : Marie, née de Piazoala, Espagnole.
- Sa sœur : Eileen Nearne. Elle fut aussi agent du SOE.
- Son frère : Francis. Il fut aussi agent du SOE.

## Biographie
Jacqueline Nearne est née le 27 mai 1916 à Brighton, deuxième des quatre enfants de John Nearne, un britannique et de Marie de Piazoala, d'origine espagnole. La famille vit en France, dans le Pas-de-Calais puis à Nice.
Lorsque les allemands envahissent la zone libre, sa sœur Eileen Nearne et elle s'enfuient pour la Grande-Bretagne via Gibraltar. Là, elle est recrutée par le First Aid Nursing Yeomanry (FANY) où elle entre dans la seconde session de femmes du SOE, avec Mary Herbert, Odette Sansom et Lise de Baissac.
En 1943, elle est assignée au réseau STATIONER dirigé par Maurice Southgate et parachutée en aveugle dans la nuit du 25 janvier au-dessus de l'Auvergne. Avec Southgate, ils s'installent à Clermont-Ferrand où elle prend le faux nom de Josette Norville, représentante d'une société chimique.
Elle sert de courrier au réseau STATIONER, faisant de longs trajets en train entre Clermont-Ferrand et plusieurs villes françaises, dont Grenoble ou encore Nice.
Dans la nuit du 9 au 10 avril 1944, elle rentre en Angleterre en Westland Lysander,.
En 1946, elle joue dans Maintenant, on peut le dire, un film de Teddy Baird sur le SOE où elle est l'actrice principale,.
Elle meurt le 15 août 1982 à l'âge de 66 ans à Londres.

## Distinctions
- Royaume-Uni : Membre de l'Ordre de l'Empire britannique (MBE), 1945[5].
- France : Croix de guerre 1939-1945

## Hommages
- Une plaque est apposée en son honneur à Brighton en 2016[6].
- Elle est citoyenne d'honneur de la ville de Boulogne-sur-Mer[3].